# 8169 Mirabeau
8169 Mirabeau eller 1991 PO2 är en asteroid i huvudbältet som upptäcktes den 2 augusti 1991 av den belgiske astronomen Eric W. Elst vid La Silla-observatoriet. Den är uppkallad efter fransmannen Honoré Gabriel Riqueti de Mirabeau.
Asteroiden har en diameter på ungefär 11 kilometer.